# Alegeri pentru Parlamentul European în Austria, 1996
Primele alegeri pentru Parlamentul European au avut loc în Austria în data de 13 octombrie 1996.

## Rezultate
| Partid | Partid                                  | Voturi    | %     | Mandate |  |
| ------ | --------------------------------------- | --------- | ----- | ------- |  |
|        | Partidul Popular Austriac (ÖVP)         | 1,124.921 | 29,65 | 7       |  |
|        | Partidul Social-Democrat Austriac (SPÖ) | 1,105.910 | 29,15 | 6       |  |
|        | Partidul Libertății din Austria (F)     | 1,044.604 | 27,53 | 6       |  |
|        | Verzii                                  | 258.250   | 6,81  | 1       |  |
|        | Forumul Liberal (LİF)                   | 161.583   | 4,26  | 1       |  |
|        | alți                                    | 98877     | 2,61  | 0       |  |
|        | Total                                   | 3794145   | -     | 21      |  |